# Mehmed Begić
Mehmed Begić, född 1977 i Čapljina, är en poet från Bosnien och Hercegovina.

## Biografi
Begić föddes 1977 i Čapljina och tillbringade sin tidiga ungdom i hemstaden samt i Mostar och Sarajevo, där han också utbildade sig. Han är en av grundarna och redaktörerna för tidskriften Kolaps – en guide för urbana sökare (1999–2010). 
Hans översättning av Leonard Cohen sånger till bosniska har publicerats i samlingen "Moj život u umjetnosti", ett utval av dikter- och sånger.  Han finns med i intervju- och poetriboken och  "Jer mi smo mnogi"av poeten Marko Pogačar. 
Han har samarbetat med bandet Vuneny och sångerskrivaren Sanel Marić Mara. Han skriver för onlinetidningen Žurnal (Sarajevo), e-tidningen Blesok (Skopje) och tidskrifterna Tema (Zagreb) och Enklava (Belgrad). Tillsammans med Damir Šodan översätter han latinamerikansk poesi (serien Divlji detektivi ). 
Begić har ett långvarigt kreativt samarbete med den Sarajevo-baserade producenten och multiinstrumentalisten Basheskia, med vilken han släppte flera album, inklusive Savršen metak.
Han samarbetade också i Acoupheneprojektet – en fusion av text och musik skapad tillsammans med den franska etnojazzensemblen Kerkennah och ett kollektiv av Mostar-baserade poeter och författare från Alternative Institute och tidskriften Kolaps.
Hans poesi och sångtexter på engelska har publicerats i internationella tidskrifter som Blesok och Kritična masa.

## Diskografi
- Savršen metak (Basheskia & Edward EQ, Studio Hit 2015)
- Opasan čovjek (Basheskia, Periskop Records 2017)
- Sju lektioner med Mehmed Begic (Basheskia & Edward EQ, Podmornica 2021)
- Kotlina (Taino, 2022)
- Iznad tame – Pjesme za Viktora Haru (Novi Odmetnici, 2023)

## Samarbetsdiktsamlingar
- L'Amore Al Primo Binocolo (Brescia, 1999) med Nedim Ćisić, Marko Tomaš och Veselin Gatalo
- Tri puta trideset i tri jednako (Mostar, 2000) med Ćisić och Tomaš
- Film (Mostar, 2001), med Lukasz Szopa
- Ponoćni razgovori (Mostar, 2013) med Marko Tomaš